# Maria Rosa Quario
Maria Rosa Quario (* 24. Mai 1961 in Mailand) ist eine ehemalige italienische Skirennläuferin, die auf die technischen Disziplinen Slalom und Riesenslalom spezialisiert war. In ihrer stärkeren Disziplin, dem Slalom, gewann sie vier Weltcuprennen.

## Karriere
Maria Rosa Quario gehörte von 1979 bis 1986 zu den weltbesten Slalomläuferinnen. Sie gewann in ihrer Karriere im Weltcup vier Slalomrennen. Darüber hinaus erzielte sie elf weitere Podestplätze. In der Saison 1982/83 erreichte sie den dritten Platz in der Slalomwertung, 1981/82 und 1984/85 den vierten Platz. Im Riesenslalom erzielte sie in der Saison 1981/82 zwei sechste Plätze in Val-d’Isère und Pila. Außerdem gewann sie am 28. November 1978 im Rahmen der World Series of Skiing einen nur zum Nationencup zählenden Parallelslalom auf dem Stilfser Joch.
Bei den Olympischen Winterspielen 1980 in Lake Placid fuhr Quario im Slalom auf den vierten Rang, nachdem sie im ersten Lauf noch als Dritte auf Medaillenkurs gelegen hatte. Erika Hess verdrängte die Italienerin noch um drei Hundertstelsekunden vom Bronze-Platz. Ähnliches widerfuhr ihr auch bei den Weltmeisterschaften 1982 in Schladming als sie nach dem ersten Lauf führte, am Schluss aber auf den fünften Platz zurückfiel. Im Jahr 1983 wurde sie italienische Meisterin im Slalom. Bei den Olympischen Winterspielen 1984 in Sarajevo fuhr sie im Slalom auf den siebten Rang.
1986 gab Quario ihren Rücktritt bekannt; sie berichtet für die Mailänder Tageszeitung Il Giornale über Wintersport. Ihre Tochter Federica Brignone ist ebenfalls Skirennläuferin.

## Erfolge

### Olympische Winterspiele
- Lake Placid 1980: 4. Slalom
- Sarajevo 1984: 7. Slalom

### Weltmeisterschaften
- Garmisch-Partenkirchen 1978: 41. Riesenslalom
- Schladming 1982: 5. Slalom, 12. Riesenslalom

### Weltcup
- 1981/82: 4. Slalomwertung
- 1982/83: 3. Slalomwertung
- 1983/84: 5. Slalomwertung
- 1984/85: 4. Slalomwertung
- 11 Podestplätze, davon 4 Siege:

| Datum             | Ort            | Land             | Disziplin |
| ----------------- | -------------- | ---------------- | --------- |
| 27. Januar 1979   | Mellau         | Österreich       | Slalom    |
| 30. Januar 1983   | Les Diablerets | Schweiz          | Slalom    |
| 12. Februar 1983  | Vysoké Tatry   | Tschechoslowakei | Slalom    |
| 14. Dezember 1983 | Sestriere      | Italien          | Slalom    |

### Italienische Meisterschaften
- Italienische Meisterin im Slalom 1983